# Ik herinner me die haven van Vanino
Ik herinner me die haven van Vanino (Russisch: Я помню тот Ванинский порт; Ja pomnjoe tot Vaninski port) is een populair Russisch volksliedje uit de tijd van de Sovjet-Unie. Het lied werd waarschijnlijk ergens aan het einde van de jaren '30 geschreven en wordt toegeschreven aan de dichter Boris Roetsjjov. Het lied gaat over de haven van Vanino aan de kust van de Grote Oceaan. Vanino (of Vaninski port) vormde een overstappunt voor groepen gevangenen, die tot de Goelag waren veroordeeld en vandaar met stoomschepen naar Magadan en de Sevvostlag (onderdeel van de Dalstroj) werden vervoerd om er dwangarbeid te gaan verrichten bij de Kolyma (veelal in de goudwinning).

## Tekst
Russisch
Я помню тот Ванинский порт

И вид парохода угрюмый,

Как шли мы по трапу на борт

В холодные мрачные трюмы.

На море спускался туман,

Ревела стихия морская.

Лежал впереди Магадан,

Столица Колымского края.

Не песня, а жалобный крик

Из каждой груди вырывался.

"Прощай навсегда, материк !"-

Хрипел пароход, надрывался.

От качки стонали з/к,

Обнявшись, как родные братья,

И только порой с языка

Срывались глухие проклятья.

Будь проклята ты, Колыма,

Что названа чудной планетой.

Сойдешь поневоле с ума,

Отсюда возврата уж нету.

Пятьсот километров - тайга.

В тайге этой дикие звери.

Машины не ходят туда.

Бредут, спотыкаясь, олени.

Тут смерть подружилась с цингой,

Набиты битком лазареты.

Напрасно и этой весной

Я жду от любимой ответа.

Я знаю: меня ты не ждешь

И писем моих не читаешь,

Встречать ты меня не придешь,

А если придешь - не узнаешь…

Прощай, моя мать и жена!

Прощайте вы, милые дети.

Знать горькую чашу до дна

Придется мне выпить на свете!
Transliteratie
Ja pomnjoe tot Vaninski port

I vid parochoda oegrjoemy,

Kak sjli my po trapoe na bort

V cholodnye mratsjnye trjoemy.

Na more spoeskalsja toeman,

Revela stichia morskaja.

Lezjal vperedi Magadan,

Stolitsa Kolymskogo kraja.

Ne pesnja, a zjalobny krik

Iz kazjdoj groedi vyryvalsja.

"Prosjtsjaj navsegda, materik !"-

Chripel parochod, nadryvalsja.

Ot katsjki stonali z/k,

Obnjavsjis, kak rodnye bratja,

I tolko poroj s jazyka

Sryvalis gloechieje prokljatja.

Boed prokljata ty, Kolyma,

Tsjto nazvana tsjoednoj planetoj.

Sojdesj ponevole s oema,

Otsjoeda vozvrata oezj netoe.

Pjatsot kilometrov - tajga.

V tajge etoj dikieje everi.

Masjiny ne chodjat toeda.

Bredoet, spotykajas, oleni.

Toet smert podroezjilas s tsingoj,

Nabity bitkom lazarety.

Naprasno i etoj vesnoj

Ja zjdoe ot ljoebimoj otveta.

Ja znajoe: menja ty ne zjdesj

I pisem moich ne tsjitajesj,

Vstretsjat ty menja ne pridesj,

A jesli pridesj - ne oeznajesj…

Prosjtsjaj, moja mat i zjena!

Prosjtsjajte vy, milye deti.

Znat gorkoejoe tsjasjoe do dna

Pridetsja mne vypit na svete!
Nederlandse vertaling
Ik herinner me die haven van Vanino,

En de vorm van dat grimmige stoomschip

Als we via de ladder aan boord gaan

Het koude grauwe ruim in.

Op de zee daalde de mist neer,

De elementen van de zee bulkten.

Magadan lag voor ons,

De hoofdstad van het land van de Kolyma.

Geen lied maar een klaaglijke kreet

Ontsnapte uit elke borst.

"Vaarwel voor eeuwig, vasteland !"

Rochelde het stoomschip, zwoegend.

Vanaf de deining kreunden de gevangenen,

Elkaar omhelzend als bloedbroeders

En alleen van tijd tot tijd vanaf de tong

Ontsnapten holle verwensingen.

Vervloekt ben je, Kolyma,

Die een vreemde planeet wordt genoemd.

Je zult zeker gestoord raken,

Daar er vandaar toch geen terugkeer meer mogelijk is.

Vijfhonderd kilometer - taiga.

In deze taiga bevinden zich wilde beesten.

Machines komen er niet.

Zwoeg, struikel, herten.

Hier maakte de dood vrienden met scheurbuik.

De ziekenhuizen zijn overvol.

Tevergeefs en voor de zoveelste lente

Wacht ik op antwoord van mijn geliefde.

Ik weet: Je wacht niet op mij

En mijn brieven lees je niet.

Je zult niet komen om me op te halen,

Maar als je komt - zul je me niet herkennen.

Vaarwel, mijn moeder en vrouw!

Vaarwel, lieve kinderen.

Ik weet dat ik de lijdensbeker tot de bodem

Moet leegdrinken op deze aarde.